# Bruce Lee – Todesgrüße aus Shanghai
Bruce Lee – Todesgrüße aus Shanghai (auch bekannt als Bruce Lee: Die Faust des Rächers und Fist of Fury, Originaltitel: chinesisch 精武門 / 精武门, Pinyin Jīngwǔ Mén, Jyutping Zing1mou5 Mun4) ist ein chinesischer Martial-Arts-Film von Lo Wei aus dem Jahr 1972 mit Bruce Lee in der Hauptrolle.

## Handlung
Der Film beginnt mit Informationen über den real existierenden und von 1868 bis 1910 lebenden chinesischen Volkshelden Huo Yuanjia. Erzählt wird sodann eine fiktive Geschichte der Hintergründe seines Todes und der Geschehnisse, die zur Aufklärung des an ihm verübten Mordes führten.
Shanghai, Anfang des 20. Jahrhunderts. China ist territorial teilweise von den Japanern besetzt. Chen-Zhen, Student der chinesischen Huo-Schule, kehrt an seine Ausbildungsstätte zurück, muss aber verbittert feststellen, dass sein Meister gestorben ist. Während der Begräbniszeremonie macht ihn der Kummer fast wahnsinnig, nur mühsam kann er davon abgehalten werden, den Sarg zu öffnen.
Offiziell starb Huo an einer Lungenentzündung, womit sich Chen jedoch nicht abfinden will. Auch seine Mitschüler sind misstrauisch, mahnen jedoch zur Vorsicht. Bei der Trauerfeier kommt es zum Eklat, als Gesandte einer konkurrierenden, japanischen Schule die Zeremonie stören. Die Situation kann zwar schnell geklärt werden, doch der temperamentvolle Chen kann die Beleidigung nicht einfach so abtun und begibt sich auf eigene Faust zur japanischen Schule. Dort liefert er sich eine Schlägerei mit den dortigen Eleven. Die Bezwungenen sinnen auf Rache, begeben sich ihrerseits zur Huo-Schule und schlagen sowohl Schüler als auch Mobiliar kurz und klein. Außerdem fordern sie die Herausgabe Chens, andernfalls drohen sie mit der Schließung der Schule durch die Polizei. Als Chen wenig später zurückkehrt, sind seine Kommilitonen sehr erbost über das Geschehene.
Zur Verhinderung weiterer Ausschreitungen und auch um Chen selbst zu schützen, will man ihn aus der Stadt bringen und verstecken. Damit ist Chen erst gar nicht einverstanden, geht dann aber doch darauf ein, um die Schule und vor allem seine Mitschülerin Yuan, die er liebt, vor den Japanern zu schützen. In der Nacht vor seiner Flucht belauscht Chen zufällig zwei Angestellte seiner Schule und entlarvt sie als Japaner, die sich in die Schule eingeschlichen haben. Sie gestehen, Huo ermordet zu haben, woraufhin Chen sie voller Zorn tötet. Gleichzeitig findet er Hinweise darauf, dass die japanische Schule hinter dem Plan steckt.
Die über den Mord an ihren Leuten erzürnten Japaner üben daraufhin über die japanische Botschaft Druck auf die örtliche Polizei aus. Ein Inspektor setzt den Huo-Schülern daher gezwungenermaßen die Pistole auf die Brust: Sie müssen Chen ausliefern, ansonsten würde die Schule geschlossen und alle verhaftet werden. Da die Huo-Schüler selbst nicht wissen, wo Chen steckt, macht sich Yuan auf die Suche und findet ihn: Noch immer verbittert tüftelt Chen an einem Racheplan.
Während einer Festivität der Japaner, an der u. a. der russische Kämpfer Petrov teilnimmt, passt Chen in einer Verkleidung den Sekretär der japanischen Schule, einen weiteren Verschwörer, ab. Bevor er ihn tötet, erlangt Chen die gesuchte Information: Huo wurde auf Befehl des japanischen Schulleiters Suzuki vergiftet.
Das dann folgende Geschehen ist von der Abwesenheit wichtiger Personen gekennzeichnet. Die japanischen Schüler verüben – wegen der Abwesenheit der älteren Huo-Eleven – an deren Schule ein Massaker und bringen die Zöglinge um. Gleichzeitig betritt Chen die verlassene Japan-Schule und tötet die dort verbliebenen Schüler. Im Garten der Schule kommt es zum Showdown zwischen Chen und Petrov, Chen geht als Sieger daraus hervor. Als er auch den Schulleiter töten kann, sieht er seine Rache als gelungen an.
Als die älteren Huo-Schüler zurückkommen und die vielen Leichen sehen, sind sie tief bestürzt. Aufgrund der japanischen Toten kommt der Inspektor in Begleitung des japanischen Botschafters in die Schule. Das Ultimatum ist abgelaufen, aufgebracht fordern die Japaner die Übergabe von Chen. Da die Schüler noch immer nicht wissen, wo Chen steckt, hat der Inspektor keine andere Wahl, als alle zu verhaften. Chen selbst erreicht im selben Moment die Schule. Er belauscht das Gespräch und erkennt, dass nur er selbst den schwelenden Konflikt beenden und seine Freunde retten kann. Chen stellt sich den Behörden unter der Bedingung, dass die Huo-Schule von weiteren Repressalien verschont bleibt, und begibt sich in Gefangenschaft der Japaner. Allerdings währt diese nur kurz, da Chen den schussbereit wartenden Polizeischützen entgegenspringt und erschossen wird.

## Kritik
„In der verstümmelten Kinoversion, die hierzulande ursprünglich zu sehen war, wirkt die Story dieses Films ebenso dürftig wie nebensächlich, als bloße Folie für die gewohnte Abfolge von Gewaltakten und Morden, diesmal verbunden mit einer starken nationalistischen Tendenz. Die vom ZDF erstellte integrale Fassung ermöglicht jedoch ein besseres Verständnis für diese – reaktionäre – Haltung […]. Bruce Lees stärkster, weil geschlossenster Film.“

## Hintergrund
- Chens Meister war Huo Yuanjia (kantonesisch: Fok Yuen-gap, 霍元甲), der neben Huang Feihong (kantonesisch: Wong Fei-hung, 黃飛鴻) als einer der größten Volkshelden in China gilt. Jet Li verkörperte später in Fist of Legend den von Bruce Lee hier dargestellten Chen (eigentlich Chen Zhen) und in Fearless dessen Meister Huo Yuanjia.
- Chen Zhen ist ein fiktiver Charakter, welcher sehr wahrscheinlich auf einen echten Schüler Huos namens Liu Zhensheng (劉振聲) basiert, und vom chinesischen Drehbuchautor Ni Kuang erfunden wurde. Der Familienname Liu wurde entfernt, und aus seinem zweisilbigen Vornamen Zhensheng wurde der Familienname Chen und der Vorname Zhen kreiert.
- Fist of Fury war das zweite Werk des erfolgreichen Trios Lee/Chow/Lo. Geplant als Nachfolger des Erstlingswerkes The Big Boss (Bruce Lee - Die Todesfaust des Cheng Li) (Premiere: 31. Oktober 1971), schrieb Regisseur Lo Wei das Drehbuch fast über Nacht, und mit dem Einsatz der gesamten Filmcrew konnte Fist of Fury schon am 22. März 1972 uraufgeführt werden. Der Film übertraf die an ihn gestellten Erwartungen.
- Hinsichtlich der Darstellung von Kampfszenen setzte Bruce Lee mit diesem Film neue Maßstäbe. Er benutzte erstmals Nunchakus, die das Publikum bis dahin noch nicht gesehen hatte. Auffallend ist auch eine mehr oder weniger rassistische Ausdrucksweise von Chen, allerdings nur in der deutschen Sprachausgabe, nicht in der englischen Version.
- Jackie Chan hatte in „Fist of Fury“ einen seiner ersten Kinoauftritte. Er doubelte den Suzuki-Darsteller, als dieser von Lee am Ende durch eine Papierwand getreten wird. Bruce Lee führte seine Kämpfe allein aus, die er auch selbst choreographierte. In einer Szene werden allerdings Dumping-Puppen verwendet, die Bruce durch die Luft wirbelt. Bei dem Salto ließ sich Bruce von seinem Freund Yuen Wah doublen, da Bruce Lee aufgrund seiner Rückenverletzung von 1970, keine Saltos mehr ausführen konnte.
- Der Schauspieler Yuen Biao hat im Film eine Statistenrolle. Regisseur Lo Wei wirkt selbst im Film mit und verkörpert den Polizeiinspektor.
- Gemäß historischen Quellen gab es einen echten Chen-Zhen, dem damals tatsächlich die Flucht gelang. Bruce Lee selbst entschied allerdings, wegen des hohen Grades an Gewalt seitens Chens diesen einen heroischen Tod sterben zu lassen. Auch der Kampf gegen Petrov beruht auf wahren Hintergründen. Er geht auf die Herausforderung eines russischen Kämpfers an Huo Yuanjia zurück, welche dieser akzeptierte.
- Wichtigste Filmfehler: In einer Nahaufnahme der Augen sind Lees Kontaktlinsen zu sehen. Beim Betreten eines Parks läuft ein Paar in Kleidung der 1970er Jahre durchs Bild.
- Der 1977 gedrehte Film Tschang Fu – Der Todeshammer ist auch als Fist of Fury II bekannt. Hierin rächte Bruce Li den Tod seines Bruders, Bruce Lee.[3]
- Bruce Lee arbeitete nach diesem Film nicht mehr mit Lo Wei zusammen. Gründe waren der nationalistische Unterton des Films sowie die aus Lees Sicht übertriebene Dämonisierung der Japaner. Außerdem soll Lo am Set mehrfach rassistische Äußerungen getätigt haben.
- Bei der Veröffentlichung in Amerika passierte eine Verwechslung in der Namensgebung. Lees erster Film, The Big Boss (Bruce Lee – Die Todesfaust des Cheng Li), sollte unter dem Titel The Chinese Connection erscheinen, welcher eine Anlehnung an Brennpunkt Brooklyn (Originaltitel: The French Connection) mit Gene Hackman ist, da es in beiden Filmen um Drogenhandel geht. Sein zweiter Film, Fist of Fury (Bruce Lee - Todesgrüße aus Shanghai), sollte lediglich in Fists of Fury geändert werden. Aus unbekannten Gründen wurde dies von verantwortlichen Personen verwechselt, weshalb The Big Boss in Amerika als Fists of Fury erschien, und Fist of Fury als The Chinese Connection.

## Deutsche Vermarktung
- Fist of Fury kam bislang in der Version Bruce Lee – Todesgrüße aus Shanghai auf den Markt. Der Film war in dieser Schnittfassung stark gekürzt und konzentrierte sich fast ausschließlich auf die Actionszenen.
- 1993 strahlte das ZDF eine eigene Fassung aus. Unter dem Titel Bruce Lee – Die Faust des Rächers wurde eine Version des Films gesendet, die bis auf wenige entfernte Sequenzen (u. a. Schnitte bei den Kämpfen gegen Petrov und Suzuki) nahezu der asiatischen Originalfassung entsprach. Neben einer komplett neuen Synchronisation (statt durch Elmar Wepper wurde Lee jetzt von Rainer Schmitt synchronisiert) bekam der Film auch einen anderen, gegenüber der chinesischen Fassung, längeren Abspann. Während des Vorspanns und des Abspanns wird das Titellied Fist of Fury englischsprachig gesungen. Bei Todesgrüße aus Shanghai war es noch im kantonesischen Original zu hören.
- Im Jahre 2011 wurde Fist of Fury, ebenso wie die weiteren Filme von und mit Bruce Lee, erstmals vollständig und ungekürzt auf Blu-Ray veröffentlicht. Wahlweise ist hier sowohl die ursprüngliche deutsche als auch die ZDF-Synchronisation enthalten. Die Szenen, welche in der ursprünglichen Fassung fehlten (z. B. die Beerdigung Huos direkt zu Beginn), sind mit der ZDF-Synchronisation unterlegt.

## Synchronisation
| Rolle          | Darsteller       | Synchronsprecher (Kino 1973) | Synchronsprecher (TV 1992) |
| -------------- | ---------------- | ---------------------------- | -------------------------- |
| Chen Zhen      | Bruce Lee        | Elmar Wepper                 | Rainer Schmitt             |
| Yuan Le-erh    | Nora Miao        | Susanne Uhlen                | Pia Werfel                 |
| Fan            | Feng Tien        | Erik Schumann                | ?                          |
| Fan Chun-hsia  | James Tien       | Fred Klaus                   | Nicolas König              |
| Petrov         | Robert Baker     | Ulrich Bernsdorff            | ?                          |
| Hiroshi Suzuki | Riki Hashimoto   | Wolf Ackva                   | Horst Stark                |
| Übersetzer Wu  | Paul Ping-ao Wei | Gerd Martienzen              | Harald Halgardt            |
| Inspektor      | Wei Lo           | Walter Reichelt              | Henning Schlüter           |
| Hsu            | Kun Li           | ?                            | Wolfgang Draeger           |
| Tien           | Chung-hsin Huang | Paul Friedrichs              | ?                          |
| Yoshida        | Yi Feng          | Otto Stern                   | ?                          |